# Stilistiek
Stilistiek is de bestudering van stijl gebruikt in geschreven of gesproken taal en het effect dat de schrijver of spreker wil hebben op de lezer of toehoorder.
Het poogt de regels te beschrijven aan de hand waarvan individuen en sociale groepen keuzes maken bij het gebruik van taal, zoals bij socialisatie, de productie en ontvangst van betekenis, literaire kritiek en contextanalyse.
Een literair genre kan gezien worden als een verzameling karakteristieken die algemeen herkend worden, en waar algemene overeenstemming over bestaat. Voor een deel zijn deze karakteristieken van stilistische aard, maar ze kunnen ook de onderwerpskeuze en de manier van vertellen of uitbeelden betreffen.
Bijvoorbeeld proza of poëzie: het laatste is vaak op rijm en heeft metrum, terwijl het eerste dat niet heeft. Op zich is metrum en rijm geen stilistisch verschijnsel, maar dat wordt het wel als een dichter door onverwachte accenten of afwijkingen van de metrische regelmaat bepaalde effecten weet te bereiken. Ook bijzondere rijmvormen kunnen een stilistisch effect teweegbrengen (zoals het staand rijm in Vondels Vredewensch). Veel kenmerkender zijn het gebruik van tropen (woorden met een specifiek veranderde betekenis) en figuren (bijzonderheden van de taalvorm, zoals herhalingen en assonantie). In prozastijl is een belangrijk onderscheid de zogenaamde Aziatische wijdlopigheid, met lange zinnen, parallellismen en variërende herhalingen, tegenover de Attische kortheid, met een meer gevarieerde structuur, asyndetische herhalingen en een naar de spreektaal neigende grammatica.
Andere aspecten zijn het gebruik van dialogen, de beschrijving van taferelen, het gebruik van de bedrijvende of lijdende vorm, de verdeling van zinslengte, de toepassing van specifieke soorten taalgebruik enzovoort.